# Mishima (Kagoshima)
Mishima (jap. 三島村 Mishima-mura) – wieś w Japonii, w prefekturze Kagoshima. Położona jest na zamieszkanych wyspach Iōjima, Kuroshima i Takeshima oraz niezamieszkanych wyspach Shōwa Iōjima i Denshima. Według danych na rok 2020 miejscowość zamieszkiwało 405 mieszkańców , a gęstość zaludnienia wyniosła 12,9 os./km².